# Mister Goiás 2015
Mister Goiás 2015 foi a 1ª edição do concurso de beleza masculino que seleciona o melhor candidato goiano, dentre vários aspirantes ao título de diversas partes do Estado, para que este represente sua região e cultura no Mister Brasil 2015. O concurso foi realizado no hotel Villa do Comendador na cidade de Pirenópolis, interior de Goiás. O evento contou com a participação de 25 candidatos disputando o título. O vencedor foi coroado pelo goianiense Rhudá Fleury.

## Resultados

### Colocações
| Colocação               | Município e Candidato |
| Mister Goiás            | - Itapuranga - Pablo Isaac |
| 2º. Lugar               | - Rio Verde - Lucas Alves |
| 3º. Lugar               | - Goiânia - Ramon Fontana |
| Finalistas              | - Abadiânia - Ezaías Caldas - Aragarças - Lupércio Santana - Itapaci - Rafael Gaioso                                                                       |
| (TOP 11) Semifinalistas | - Anápolis - Warlley Cardoso - Leopoldo de Bulhões - Hiago Bruno - Planalmira - Wagner Medeiros - Pirenópolis - Júnior Neves - Trindade - Danillo Oliveira |
| (TOP 16) Semifinalistas | - Alexânia - Filipe Lacerda - Caldas Novas - Joseph Azevêdo - Jaraguá - Caíque Vinicius - Posse D'Abadia - Mayck Teodoro - Rubiataba - Gabriel Carguez     |

### Prêmios
O candidato mais votado no portal UOL garantiu vaga na semifinal. 
| Premiação           | Município e Candidato     |
| Mister Popularidade | - Rio Verde - Lucas Alves |

## Candidatos
Todos os candidatos ao título deste ano: 
| - Abadiânia - Ezaías Caldas - Alexânia - Filipe Lacerda - Anápolis - Warlley Cardoso - Aragarças - Lupércio Santana - Araguaia - Joel Fellype - Caldas Novas - Joseph Azevêdo - Campo Alegre - Diego Augusto - Campo Limpo - Arlan Junio - Goiânia - Ramon Fontana - Inhumas - Ricardo Faria - Itapaci - Rafael Gaioso - Itapuranga - Pablo Isaac - Itauçu - Gabriel Teodoro | - Jaraguá - Caíque Vinicius - Leopoldo de Bulhões - Hiago Bruno - Nerópolis - Wakson Ferreira - Pirenópolis - Júnior Neves - Planalmira - Wagner Medeiros - Posse - Jhulliano Duarte - Posse D'Abadia - Mayck Teodoro - Rio Quente - Paulo Munhoz - Rio Verde - Lucas Alves - Rubiataba - Gabriel Carguez - Trindade - Danillo Oliveira - Uruaçu - Ricardo Black |